# Holiday (비지스의 노래)
〈Holiday〉는 1967년 9월 미국에서 발매된 비지스의 노래이다. 비지스의 음반 《Bee Gees' 1st》에 수록되었다. 이 곡은 폴리도르 레코드가 다음 음반 《Horizontal》의 싱글 〈World〉를 발매했기 때문에 영국에서 싱글로 발매되지 않았다.

## 구성 및 녹음
이 곡은 주로 관현악적 존재감이 강한 단조로 작곡되었다. 이 곡을 작곡한 배리와 로빈 깁 형제는 리드 보컬을 공유했다. 이 곡은 1967년 4월경 〈To Love Somebody〉와 같은 세션에서 녹음되었다.
3명의 깁 형제는 모두 노래의 코러스 부분에서 "Dee dees"를 불렀다.

## 반응
《빌보드》는 이 싱글을 "그들의 〈To Love Somebody〉 히트곡에서 흥미로운 발라드 변화"라고 묘사했고, 특히 이 곡을 칭찬했다. 《캐시박스》는 "강력한 오르간 배경"과 "뛰어난 보컬 연기"를 칭찬했다.

## 유산
이 노래는 대한민국의 영화 《인정사정 볼 것 없다》에서 두드러졌고, 드라마 《응답하라 1997》에 출연했다.